# Преображенская площадь (Москва)
Преображе́нская пло́щадь — площадь в Восточном административном округе города Москвы на территории района Преображенское на пересечении Преображенской улицы, Большой Черкизовской улицы, Преображенского Вала и Краснобогатырской улицы. Находится между Преображенской улицей, улицей Преображенский Вал, Электрозаводской улицей, 1-й улицей Бухвостова, Краснобогатырской улицей, Большой Черкизовской улицей, улицей Буженинова и Суворовской улицей.
Названа по своему местонахождению в бывшем селе Преображенском.

## Происхождение названия
Названа так по находившемуся в этой местности старинному селу Преображенское.

## История
Точное время возникновения площади неизвестно. С 1950-х гг. она включает в себя также бывшую пл. Преображенской Заставы.

## Здания и сооружения
- Доминантой площади был Храм Преображения Господня в Преображенском, построенный в 1765—1768 годах на средства прихожан и взорванный в 1964 году под предлогом строительства линии метрополитена. В конце 1990-х годов прихожане начали прилагать усилия к воссозданию храма. Строительство началось после 2009 года и к 2014 году практически завершено[2][3].
- № 6  — жилой дом (1886, перестроен архитектором Платоном Чижиковым)
- № 7  ЦГФО — доходный дом с электротеатром «Орион» (1913, архитектор Капитолий Дулин)[4]
- № 12 — Кинотеатр имени Моссовета

Всего числится: 7 домов; максимальный номер дома — 12. Остальные дома, числящиеся по Преображенской площади (№ 2, № 4, № 6, № 6/68, № 6 стр. 1, № 9), фактически на неё не выходят и находятся на прилегающих территориях. Дома, выходящие на площадь и стоящие на чётной стороне Большой Черкизовской улицы, числятся по ней.
В 2005 году в сквере на площади установлен памятник Сергею Бухвостову.

## Транспорт

### Метро
- Преображенская площадь — расположена под площадью.

### Наземный транспорт
- Остановка «Метро „Преображенская площадь“» — на Преображенской улице в сторону центра

Автобусы: т32, м60, м60а, 171, н15.
- Остановка «Метро „Преображенская площадь”» — на Большой Черкизовской улице в сторону центра

Автобусы: т32, м60, м60а, е66, 171, 680, 680к.
- Конечная остановка «Метро „Преображенская площадь”» — на боковом проезде Большой Черкизовской улицы в сторону центра

Автобусы: 34, 52, 230, 372, 449.
- Остановка «Метро „Преображенская площадь”» — на боковом проезде Большой Черкизовской улицы в сторону центра

Автобусы: 680, 680к.

- Остановка «Метро „Преображенская площадь”» — на Большой Черкизовской улице из центра

Автобусы: 34, 52, 171, 230, 372, 449, т32, м60, м60а, е66.
- Остановки «Метро „Преображенская площадь”» — на Краснобогатырской улице

Автобусы: 680, 680к.
Трамваи: 7, 11, 46.
- Трамвайные остановки «Метро „Преображенская площадь”» (в обе стороны) — на Большой Черкизовской улице

Трамваи: 13, 36.
- Остановка «Преображенская площадь» — на Преображенской улице в сторону центра

Автобусы: 604, т32, м60, м60а.
- Остановка «Преображенская площадь» — на Преображенской улице из центра

Автобусы: 171, 680, т32, м60, м60а.
- Трамвайные остановки «Преображенская площадь» (в обе стороны) — на Преображенской улице

Трамваи: 7, 13.
- Остановки «Преображенская площадь» — на Электрозаводской улице

Автобусы: 171, 604, 680.